# Staffelter Hof
Staffelter Hof («Штаффелтер-Хоф») — винодельня в немецком городке Крёф (район Бернкастель-Виттлих земли Рейнланд-Пфальц), которая относится к Мозельскому винодельческому региону. Позиционирует себя в качестве одной из старейших в мире.
Претензии на древность основаны на том, что из документов льежского архива известно, что в 862 году Лотарь II подарил местные виноградники знаменитому аббатству в Ставло (на территории современной Бельгии). Этот участок оставался во владении аббатства до начала действия кодекса Наполеона в 1804 году. 
В 1805 году Петер Шнайдерс выкупил часть виноградников за 1773 талера. Таким образом, вернее говорить об основании компании в конце XVIII века. Впоследствии этой территорией владело 7 поколений. Нынешний винодел — Ян Матиас Кляйн, он вступил во владение компанией в 2005 году.
Компании принадлежат девять гектаров виноградников. По состоянию на 2012 год проводится сертификация винодельни в качестве производителя органических продуктов. Компания производит вина различных типов: геральдические, фирменные и Wolf Wines. Вина различаются по вкусу (от сухого до сладкого), производятся игристые вина. Цвет вин — розовый, белый, красный.
Рислингом занято 78% виноградников компании. Ещё 12% площадей заняты сортом Риванер, более известным, как Мюллер-тургау. Остальные 10% заняты Кернером, Пино-нуаром, Регентом и Фрюбургундером.